# Управител на Рим
Praefectus Urbi е градският префект на Рим. Бивш консул, управител на града. В Царския период е известен като Custos Urbis – първоначално замествал царя, когато последният бил извън града. След провъзгласяването на републиката градският префект изпълнявал функциите на консулите, когато те отсъствали.
По времето на Август тази магистратура става постоянна и градският префект отговаря за касапите, банкерите, градските кохорти, театрите. Има пълномощията да разпределя постовете между вигилиите. Разполага с юридическата власт за разрешаване на проблеми между робите техните господари, между работодатели и подчинените им, както в споровете за наследство и между синовете и бащите им.